# Lazarkinja
Lazarkinja (modričica, lat. Asperula), biljni rod iz porodice broćevki (Rubiaceae) kojemu pripada preko 120 vrsta u Euroaziji, sjevernoj Africi i Australiji
U Hrvatskoj je na popisu više vrsta lazarkinja, među kojima osjava lazarkinja (Asperula aristata), dinarska lazarkinja (Asperula beckiana), Borbasheva lazarkinja (Asperula borbasiana), brežuljačka lazarkinja (Asperula cynanchica), hercegovačka lazarkinja (Asperula hercegovina), glatka lazarkinja (Asperula laevigata), Neilreichova lazarkinja (Asperula neilreichii), crvena lazarkinja (Asperula purpurea), kamenjarska lazarkinja (Asperula scutellaris), Stalijeva lazarkinja (Asperula staliana), torinska lazarkinja (Asperula taurina), bojadisarska lazarkinja (Asperula tinctoria), Visianijeva lazarkinja (Asperula visianii), Wettsteinijeva lazarkinja (Asperula wettsteinii), vološčakova modričica (Asperula woloszczakii) i Asperula tenella

## Vrste
1. Asperula acuminata I.Thomps.
2. Asperula albiflora Popov
3. Asperula ambleia Airy Shaw
4. Asperula anatolica M.Öztürk
5. Asperula apuana (Fiori) Arrigoni
6. Asperula arcadiensis Sims
7. Asperula arvensis L.
8. Asperula assamica Meisn.
9. Asperula asterocephala Bornm.
10. Asperula asthenes Airy Shaw & Turrill
11. Asperula azerbaidjanica Mam, Shach & Velib.
12. Asperula badachschenica Pachom.
13. Asperula baenitzii Heldr. ex Boiss.
14. Asperula balchanica Bobrov
15. Asperula baldaccii (Halácsy) Ehrend.
16. Asperula bargyli Gomb.
17. Asperula boryana (Walp.) Ehrend.
18. Asperula botschantzevii Pachom.
19. Asperula brachyantha Boiss.
20. Asperula brevifolia Vent.
21. Asperula capitata Kit. ex Schult.
22. Asperula charophyton Airy Shaw & Turrill
23. Asperula chlorantha Boiss. & Heldr.
24. Asperula ciliatula Pachom.
25. Asperula cilicia Hausskn. ex Ehrend.
26. Asperula comosa Schönb.-Tem.
27. Asperula conferta Hook.f.
28. Asperula congesta Tschern.
29. Asperula crassula Greuter & Zaffran
30. Asperula cretacea Willd.
31. Asperula cunninghamii Airy Shaw & Turrill
32. Asperula cymulosa (Post) Post
33. Asperula cypria Ehrend.
34. Asperula cyrenaica (E.A.Durand & Barratte) Pamp.
35. Asperula czukavinae Pachom. & Karim
36. Asperula dasyantha Klokov
37. Asperula doerfleri Wettst.
38. Asperula elonea Iatroú & Goergiadis
39. Asperula euryphylla Airy Shaw & Turrill
40. Asperula fedtschenkoi Ovcz. & Tschernov
41. Asperula fragillima Boiss. & Hausskn.
42. Asperula friabilis Schönb.-Tem.
43. Asperula galioides M.Bieb.
44. Asperula gemella Airy Shaw & Turrill
45. Asperula geminifolia F.Muell.
46. Asperula glabrata Tschern.
47. Asperula glomerata (M.Bieb.) Griseb.
48. Asperula gobica Govaerts
49. Asperula gorganica Schönb.-Tem. & Ehrend.
50. Asperula gracilis C.A.Mey.
51. Asperula gunnii Hook.f.
52. Asperula hercegovina Degen
53. Asperula hexaphylla All.
54. Asperula hirsuta Desf.
55. Asperula hirta Ramond
56. Asperula hoskingii I.Thomps.
57. Asperula insignis (Vatke) Ehrend.
58. Asperula insolita Pachom.
59. Asperula involucrata Wahlenb.
60. Asperula karategini Pachom. & Karim
61. Asperula kotschyana (Boiss. & Hohen.) Boiss.
62. Asperula kovalevskiana Pachom.
63. Asperula kryloviana Sergeev
64. Asperula laevigata L.
65. Asperula lasiantha Nakai
66. Asperula libanotica Boiss.
67. Asperula majoriflora Borbás ex Formánek
68. Asperula mazanderanica Ehrend.
69. Asperula microphylla Boiss.
70. Asperula minima Hook.f.
71. Asperula molluginoides (M.Bieb.) Rchb.
72. Asperula muscosa Boiss. & Heldr.
73. Asperula nuratensis Pachom.
74. Asperula oblanceolata I.Thomps.
75. Asperula oppositifolia Regel & Schmalh.
76. Asperula orientalis Boiss. & Hohen.
77. Asperula pauciflora Tschern.
78. Asperula perpusilla Hook.f.
79. Asperula podlechii Schönb.-Tem.
80. Asperula polymera I.Thomps.
81. Asperula popovii Schischk.
82. Asperula × portae Peruzzi
83. Asperula prostrata (Adams) K.Koch
84. Asperula pseudochlorantha Ehrend.
85. Asperula pubescens (Willd.) Ehrend. & Schönb.-Tem.
86. Asperula pugionifolia Tschern.
87. Asperula pulchella (Podlech) Ehrend. & Schönb.-Tem.
88. Asperula purpurea (L.) Ehrend.
89. Asperula pusilla Hook.f.
90. Asperula rechingeri Ehrend. & Schönb.-Tem.
91. Asperula rezaiyensis Schönb.-Tem.
92. Asperula rigida Sm.
93. Asperula rupestris Tineo
94. Asperula saxicola Ehrend.
95. Asperula scabrella Tschern.
96. Asperula scoparia Hook.f.
97. Asperula scutellaris Vis.
98. Asperula semanensis Schönb.-Tem. & Ehrend.
99. Asperula serotina (Boiss. & Heldr.) Ehrend.
100. Asperula seticornis Boiss.
101. Asperula setosa Jaub. & Spach
102. Asperula sherardioides Jaub. & Spach
103. Asperula sordide-rosea Popov
104. Asperula strishovae Pachom. & Karim
105. Asperula suavis Fisch., C.A.Mey. & Avé-Lall.
106. Asperula subsimplex Hook.f.
107. Asperula subulifolia Airy Shaw & Turrill
108. Asperula syrticola (Miq.) Airy Shaw & Turrill
109. Asperula szovitsii Ehrend. & Schönb.-Tem.
110. Asperula taurina L.
111. Asperula taygetea Boiss. & Heldr.
112. Asperula tenuissima K.Koch
113. Asperula tetraphylla (Airy Shaw & Turrill) I.Thomps.
114. Asperula tinctoria L.
115. Asperula tournefortii Sieber ex Spreng.
116. Asperula trichodes J.Gay ex DC.
117. Asperula trifida Makino
118. Asperula tymphaea T.Gregor, Meierott & Raus
119. Asperula virgata Hub.-Mor. ex Ehrend. & Schönb.-Tem.
120. Asperula wimmeriana Airy Shaw & Turrill
121. Asperula xylorrhiza Nábelek

## Sinonimi
- Asterophyllum K.F.Schimp. & Spenn.
- Blepharostemma Fourr.
- Chrozorrhiza Ehrh.
- Galiopsis St.-Lag.
- Leptunis Steven

## Vanjske poveznice
|  | Zajednički poslužitelj ima još gradiva o temi Asperula |
|  | Wikivrste imaju podatke o taksonu Asperula             |